# لورينزو د. هارفي
لورينزو د. هارفي (بالإنجليزية: Lorenzo D. Harvey)‏ هو محامي وكاتب أمريكي، ولد في 1848 في ديرفيلد في الولايات المتحدة، وتوفي في 1922.